# Hyperolius mosaicus
Hyperolius mosaicus es una especie de anfibios de la familia Hyperoliidae.
Habita en Camerún, Gabón, posiblemente República del Congo y posiblemente Guinea Ecuatorial.
Su hábitat natural incluye bosques tropicales o subtropicales secos y a baja altitud.
Está amenazada de extinción por la pérdida de su hábitat natural.